# Municipio de Autlán de Navarro
El municipio de Autlán de Navarro es uno de los ciento veinticinco municipios en los que está dividido el estado de Jalisco, ubicado en el occidente de México. Se ubica dentro de la región Sierra de Amula, siendo la cabecera municipal la ciudad homónima.
El municipio de Autlán de Navarro, junto con los municipios de El Grullo y El Limón, conforma el área metropolitana de Autlán (AMA), que fue aprobada por el Congreso del Estado de Jalisco. Dicha zona metropolitana en 2020 tenía 96 219 habitantes.

## Toponimia

Glifo de Autlán.

Autlán se deriva de tres voces del idioma náhuatl, "Atl" (agua), "ohtli" (camino, canal o zanja) y "tlan" ("lugar de..." o "lugar cerca de..."). El significado conjunto es: Lugar cerca del acueducto.

## Símbolos

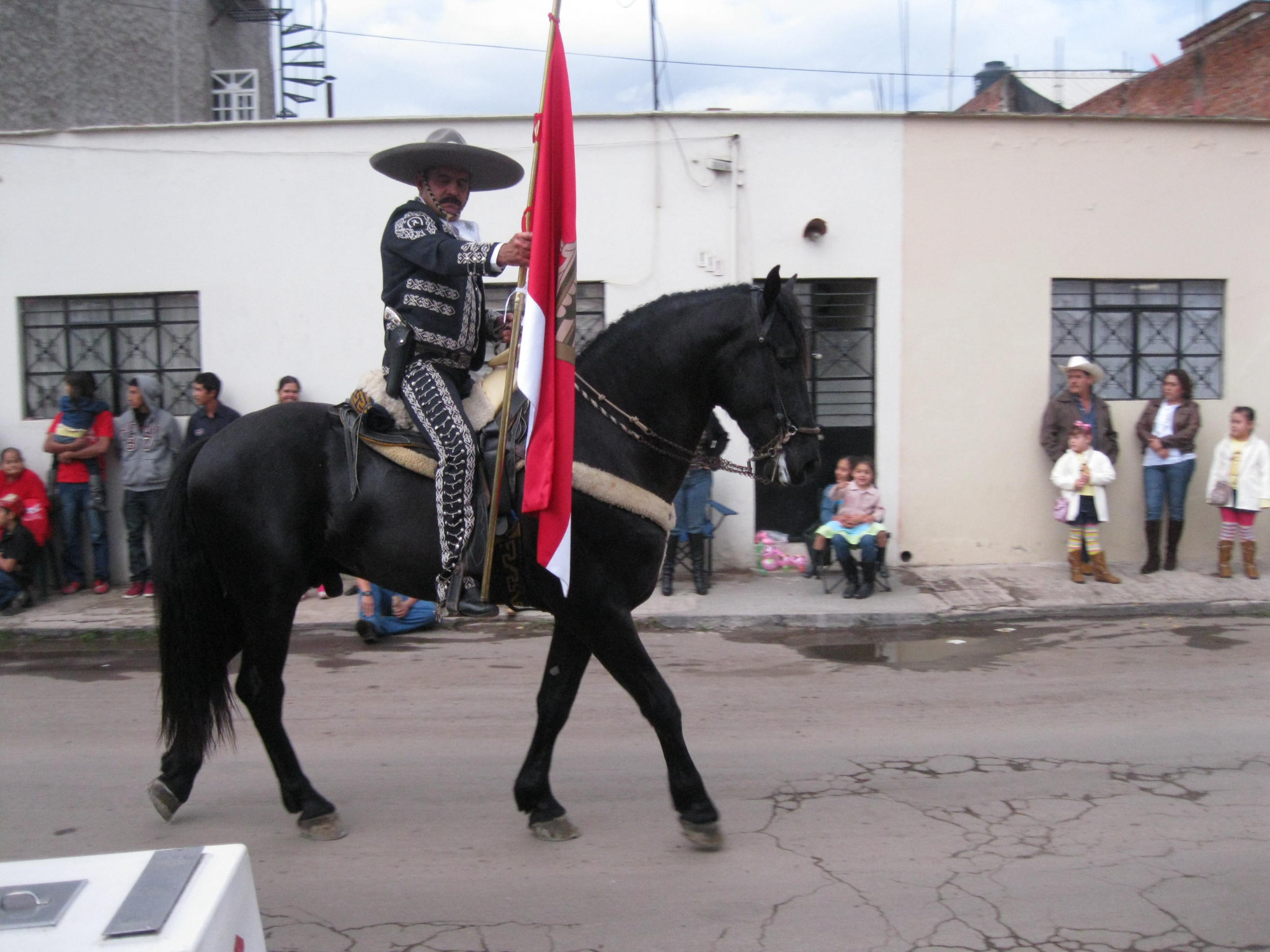
Bandera municipal de Autlán de Navarro.

Oficialmente el glifo topónimo del pueblo de Autlán fue autorizado como escudo municipal, es el primer símbolo que adquiere el municipio. Éste fue estilizado y formalizado para uso de membrete oficial y sello de todo documento remitido dentro del municipio, este glifo es llamado también el escudo municipal.
El municipio de Autlán de Navarro, es la primera alcaldía del estado de Jalisco que adopta una bandera municipal de forma oficial. El uso oficial de la bandera municipal de Autlán, la cual contempla el color del carmín representa la sangre, el blanco la paz y el poder; al centro se ubica el escudo municipal o glifo topónimo del municipio.

## Historia
Su fundación data del siglo VII cuando familias nahoas de procedencia tolteca se desprendieron del norte caminando hacia el sur, dejando algunas poblaciones cuyos nombres ha conservado la historia. Primitivamente el poblado estuvo en donde ahora se encuentran los ranchos de Guanajuatito y San Buenaventura, al norte de la actual ciudad de Autlán. Aún perduran los vestigios de un acueducto que llevaba agua del arroyo de Ayutita.
En 1510 Capaya o Copatzin, señor de Autlán, reunió a otros señoríos y derrotó a los Purépechas invasores en la llamada Guerra del Salitre; también Capaya, aliado con los señores de Amula y Jilotlán derrotó al capitán Juan Álvarez Chico, enviado por Hernán Cortés a la exploración y conquista de estas tierras.
Al igual que toda la región, la conquista espiritual corrió a cargo de frailes franciscanos y conquistada la región fue el primer encomendero Hernando Ruíz de la Peña, y el primer corregidor Juan de Almesto. Autlán formó parte de la Provincia de Ávalos (llamada así por el conquistador Alonso de Ávalos) hasta que el 23 de diciembre de 1541 el rey de España concedió la anexión de esta provincia a los reinos de Jalisco y Tonalá, para formar la Nueva Galicia.
Al erigirse la Nueva Galicia en Estado soberano federado (con el nombre de Estado Libre de Xalisco), Autlán quedó constituido en uno de sus 28 partidos; luego, al ser promulgada la Constitución Política del Estado el 11 de noviembre de 1824, que dividió la entidad en 8 cantones, los partidos de Autlán y Mascota quedaron unidos formando el 6.º Cantón, siendo Autlán la cabecera. Posteriormente, el 18 de septiembre de 1846, se trasladó la cabecera a Mascota y por el decreto 182 del 18 de junio de 1870, por el que se erigió Mascota en el 10.º cantón, quedó Autlán como cabecera del 6.º.
Tradicionalmente fue conocido por Autlán de la Grana, debido a la abundancia de un insecto de nombre "cochinilla" que se criaba en las hojas o pencas del nopal, cuya sangre, color rojo púrpura o "grana", utilizaban los indígenas para teñir sus telas o vestiduras, grana de la que Autlán era el exportador número uno de América a Europa, principalmente a España. "De Navarro" le fue impuesto por el Congreso del Estado el 19 de julio de 1939, a instancias del General de División y Gobernador del estado el general Marcelino García Barragán, en honor del maestro y general Paulino Navarro, oriundo de El Aguacate, Jalisco en el actual municipio vecino de El Grullo, quien murió el 23 de diciembre de 1923, en defensa de las instituciones de la República.
En el decreto del 6 de octubre de 1832 ya se le menciona como municipio.

## Descripción geográfica

### Ubicación
El municipio de Autlán de Navarro se localiza en la región Sierra de Amula del estado de Jalisco. Sus municipios colindantes son El Grullo, Ayutla, Tuxcacuesco, Cuautitlán de García Barragán, Casimiro Castillo, Villa Purificación y Unión de Tula (ver mapa 1). Tiene una extensión territorial de 685.14 kilómetros cuadrados.
Autlán de Navarro colinda al norte con los municipios de Ayutla, Unión de Tula y El Grullo; al este con los municipios de El Grullo y Tuxcacuesco; al sur con los municipios de Cuautitlán de García Barragán y Casimiro Castillo; al oeste con los municipios de Casimiro Castillo, Villa Purificación y Ayutla.

## Medio físico
El 60% del municipio tiene terrenos montañoso, zonas planas con 26% y lomerío extendido en un 13% de su territorio. La roca predominante es la extrusiva intermedia (50,0%) se trata de rocas ígneas de origen volcánico vertido a la superficie a través de fisuras o volcanes. El suelo predominante es el regosol (40,2%), son de poco desarrollo, claros y pobres en materia orgánica pareciéndose bastante a la roca que les da origen. En cuanto a la cobertura del suelo el área de selva (35,7%) es el uso de suelo dominante en el municipio.

### Hidrografía
Los recursos hídricos del municipio están constituidos por aguas subterráneas, ríos y lagos. El territorio está ubicado dentro de 4 acuíferos de los cuales el 1,5% no tienen disponibilidad y el 98,5% se encuentra con disponibilidad de agua subterránea. Además, el territorio municipal está dentro de las cuencas Canoas, Corcovado y Río Purificación, de las que el 100,0% tienen disponibilidad y el 0% presentan déficit de disponibilidad de agua superficial.
Sus recursos hidrológicos son proporcionados por las cuencas formadas por los ríos: Armería, Purificación y Cihuatlán. La principal corriente existe al norte del municipio por el río San Pedro o Ayutla y aguas de bajo de los límites municipales toma el nombre de río Ayuquila; los arroyos: Manantlán, San Juan Cacoma son permanentes: Los Zapotes, Jalocote, La Hierba Buena y otros forman su caudal en época de lluvias.

### Clima, temperatura y precipitación
La mayor parte del municipio de Autlán de Navarro (49.2%) tiene clima semicálido semihúmedo. La temperatura media anual es de 21.2 °C, mientras que sus máximas y mínimas promedio oscilan entre 32.8 °C y 9.5 °C respectivamente. La precipitación media anual es de 967mm.

## Áreas naturales protegidas
Autlán de Navarro alberga 1 área natural protegida con una superficie de 14,953.64 hectáreas (ha) lo que representa el 21,8% de todo el territorio municipal. Además, se cuenta con 0,1% de humedales. El ANP lleva por nombre Sierra de Manantlán.

## Sequía
A nivel municipal la sequía extrema es la que tiene una mayor distribución con un 46,4%, seguido de la severa y moderada con el 20 y 21 por ciento respectivamente.

## Flora y fauna

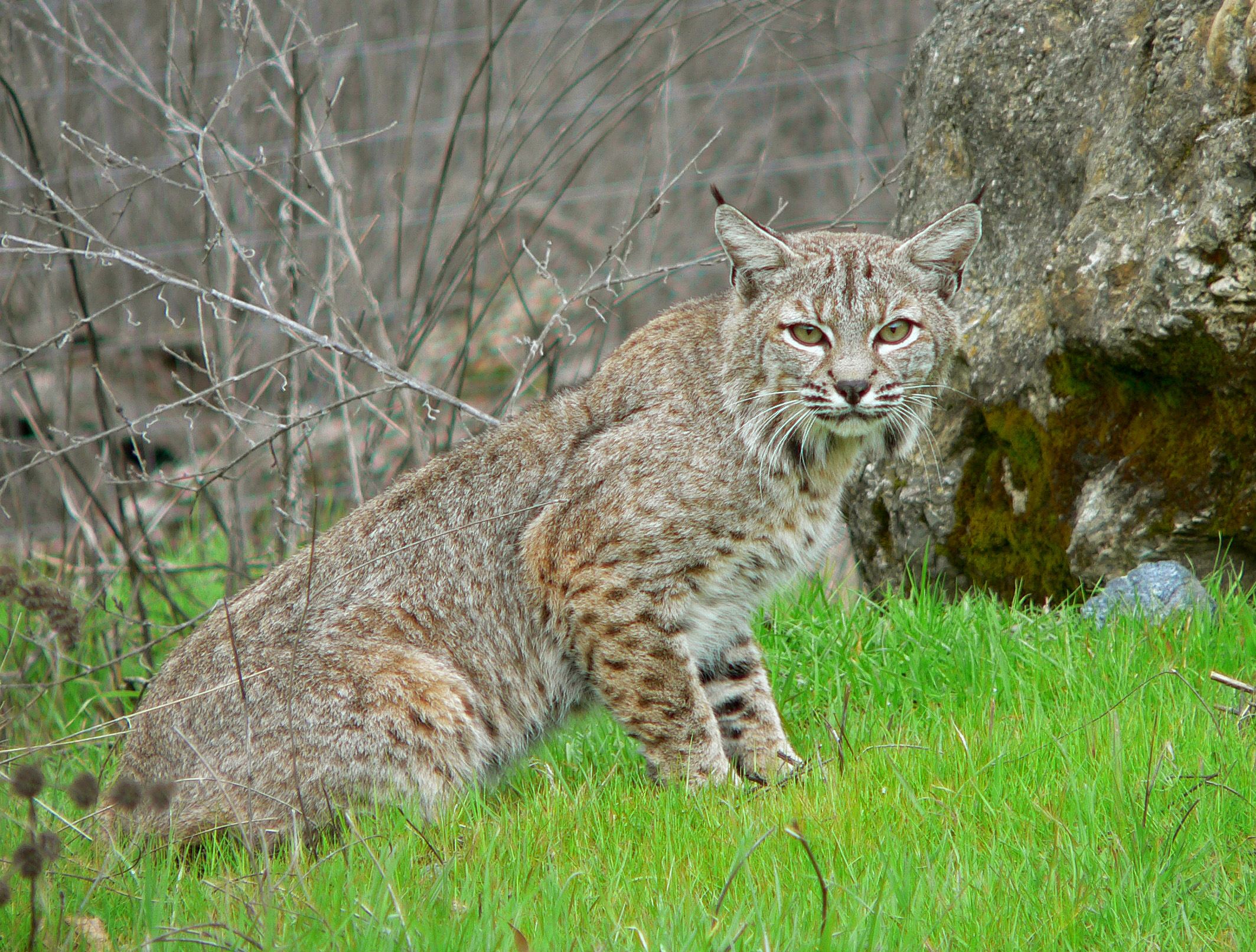
El lince habita en el municipio.

La vegetación se compone de pino, huizache, órgano, mezquite y fresno. 
La fauna consiste en:
- venado[13][14]
  - Odocoileus virginianus[14]
- puma[13][15][14]
  - Puma concolor[15][14]
    - P. concolor aztecus[16]
- conejo[13][15][14]
  - Sylvilagus floridanus [15][14]
    - S. floridanus orizabae[16]

  - Sylvilagus cunicularius[14]
    - S. cunicularius insolitus[16]
- liebre[13]
  - Lepus callotis
    - L. callotis callotis[16]
- lince[13][14]
  - Lynx rufus[14]
    - L. rufus escuinapae[16]
- zorra gris[15][14]
  - Urocyon cinereoargenteus[15][14]
    - U. cinereoargenteus nigrirostris[16]
- armadillo[15][14]
  - Dasypus novemcinctus[15] [14]
    - D. novemcinctus mexicanus[16]
- coyote[15][14]
  - Canis latrans[15][14]
    - C. latrans vigilis[16]
- cacomixtle[15][14]
  - Bassariscus astutus[15][14]
    - B. astutus consitus[16]
- musaraña[15]
  - Cryptotis goldmani[15]
  - Sorex oreopolus[15]
  - Sorex saussurei[15]
- yagouaroundi[15][14]
  - Herpailurus yagouaroundi[15][14]
    - H. yagouaroundi tolteca[16]
- ocelote[15]
  - Leopardus pardalis[15]
    - L. pardalis nelsoni[16]
- jaguar[15][14]
  - Panthera onca[15][14]
    - P. onca hernandezii[16]
- zorrillo[15][14]
  - Conepatus mesoleucus[15][14]
  - Mephitis macroura[15][14]
    - M. macroura macroura[16]

  - Spilogale angustifrons[14]
    - S. angustifrons angustifrons[16]

  - Spilogale gracilis[14]
- comadreja[15]
  - Neogale frenata[15]
    - N. frenata leucoparia[16]
- coatí[15][14]
  - Nasua narica[15][14]
    - N. narica molaris[16]
- mapache[15][14]
  - Procyon lotor[15][14]
    - P. lotor hernandezii[16]
- pecarí de collar[15][14]
  - Pecari tajacu[15][14]
    - P. tajacu sonoriensis[16]
- ardilla[14]
  - Notocitellus annulatus[14]
    - N. annulatus annulatus[16]

  - Sciurus colliaei[14]
    - S. colliaei nuchalis[16]

  - Otospermophilus variegatus[14]
- tlacuache[14]
  - Didelphis virginiana[14]
    - D. virginiana californica[16]

  - Tlacuatzin sinaloae[14]
- tigrillo[17]
  - Leopardus wiedii[17]
    - L. wiedii glaucula[16]
- ratón[15][14]
  - Liomys pictus[15][14]
  - Liomys irroratus[14]
  - Microtus mexicanus[15]
  - Onychomys arenicola[15]
  - Oryzomys couesi[15]
  - Peromyscus boylii[15]
  - Peromyscus aztecus[15]
  - Peromyscus spicilegus[14]
  - Reithrodontomys fulvescens[15]
  - Sigmodon mascotensis[15]
  - Baiomys taylori[15]
  - Baiomys musculus[14]
- Murciélago[15][14]
  - Anoura geoffroyi[15]
  - Balantiopteryx plicata[15][14]
  - Choeronycteris mexicana[15][14]
  - Artibeus jamaicensis[15][14]
  - Artibeus lituratus[15][14]
  - Artibeus hirsutus[14]
  - Centurio senex[15]
  - Chiroderma salvini[15]
  - Dermanura azteca[15]
  - Dermanura phaeotis[15]
  - Dermanura tolteca[15]
  - Desmodus rotundus[15][14]
  - Eptesicus brasiliensis[15]
  - Eptesicus fuscus[15]
  - Glossophaga commissarisi[15]
  - Glossophaga soricina[15]
  - Hylonycteris underwoodi[15]
  - Lasiurus borealis[15]
  - Lasiurus intermedius[15]
  - Lasiurus cinereus[14]
  - Pteronotus personatus[15]
  - Pteronotus parnelli[15]
  - Glyphonycteris silvestris[15]
  - Micronycteris microtis[14]
  - Sturnira lilium[15]
  - Sturnira ludovici[15]
  - Rhogeessa alleni[15]
  - Molossus sinaloae[15]
  - Tadarida brasiliensis[15]
  - Bauerus dubiaquercus[14]
- paloma[13]
- huilota[13]

## Demografía y localidades
Según el Censo de Población y Vivienda 2020, su población en ese año era de 64,931 personas; de las que el 49,1 por ciento eran hombres y 50,9 por ciento mujeres. Comparando este volumen poblacional con el del año 2015 (60,572 habitantes), se observa que la población municipal aumentó un 7,2 por ciento en cinco años.

### Localidades
En 2020 Autlán de Navarro contaba con 140 localidades, de éstas, 28 eran de dos viviendas y 60 de una. La localidad de Autlán de Navarro era la más poblada, con 52,019 personas, que representaban el 80.1% de la población del municipio; le seguía El Chante con el 2,9%, El Corcovado con el 2,4%, El Mentidero con el 2,2% y Mezquitán (San Francisco de Abajo) con el 1,6% del total municipal.
| Código INEGI      | Localidad         | Población (2020) |
| ----------------- | ----------------- | ---------------- |
| 140150001         | Autlán de Navarro | 52 019           |
| 140150027         | El Chante         | 1 871            |
| 140150022         | El Corcovado      | 1 542            |
| 140150053         | El Mentidero      | 1 399            |
| 140150055         | Mezquitán         | 1 009            |
| Otras localidades | Otras localidades | 7 091            |
| Total municipal   | Total municipal   | 64 931           |

## Pobreza por carencia social
El acceso a seguridad social registro un 51% de la población con carencia, mientras que el acceso a la alimentación y rezago educativo registraron una carencia del 19 y 18 por ciento. Por otro lado, encontramos la calidad y espacios de la vivienda, acceso a servicios de salud y servicios básicos de la vivienda en 12, 12,8 y 14,5 por ciento.

## Migración
El índice de intensidad migratoria se ubicó en valores negativos con -0.05 puntos y un grado de intensidad migratoria medio. 

## Infraestructura y medios de comunicación
El municipio cuenta con 16 servicios públicos, de los cuales destacan 104 escuelas, seguido de 59 templos e instalaciones deportivas o de recreación con 54.

#### Salud
De acuerdo con los registros de la secretaría de salud, en el municipio se encuentran 24 unidades de servicio de salud como lo son consultorios, hospitales generales y especializados, oficinas administrativas, farmacias, laboratorios, unidades de medicina familiar, de especialidades médicas y móviles. De las cuales 18 corresponden a la Secretaría de Salud (SSJ), 4 unidades de salud son de los Servicios Médicos Privados y 1 módulo del Instituto de Seguridad y Servicios Sociales para los Trabajadores del Estado (ISSSTE).
Carreteras
El municipio se comunica con la capital del estado y la costa sur gracias a la carretera federal 80 (Guadalajara-Barra de Navidad), además existen una serie de carreteras que conectan la cabecera municipal con sus delegaciones y una carretera estatal que comunica Autlán con El Grullo, El Limón, Tonaya y Ciudad Guzmán. En el año 2022 se inauguró la vía Autlán-Villa de Purificación, que conecta con Chamela y que da apertura a mayor intercambio comercial y turístico de la zona.
Aeropuertos
El municipio cuenta también con un aeropuerto controlado por el Ejército Mexicano, su uso principalmente es para el aterrizaje de vuelos particulares, de entidades gubernamentales y ocasionalmente turístico. El identificativo del aeropuerto es MM63. 
Radio 
Existen en el municipio cuatro radiodifusoras que dan alcance a las ciudades y poblaciones de los alrededores.
- Radio Costa - XELD 780 AM y XHLD 103.9 FM.
- Radio La 100 - XEJY AM 1260 y XHEJY 101.5 FM
- Fiesta Mexicana - XHANV 90.9 FM.
- Radio Universidad de Guadalajara - XHAUT 102.3 FM.

Television
- XHAUM-TDT Canal 5 (México)
- XHANT-TDT Las Estrellas

Telefonía Celular
Autlán cuenta con cobertura de las compañías: Telcel, Iusacell, Unefon y Movistar.
Mensajería y Paquetería
La ciudad cuenta con servicio de paquetería y mensajería de Estafeta, Multipack, DHL, ServiPorteo, AM PM y Red Pack. Estafeta, DHL y Serviporteo cuentan con Centro Operativo y de distribución regional en Autlán; permitiendo servicio al día siguiente entre cualquier ciudad de la República con Autlán.

## Economía y empleo
Conforme a la información del Directorio Estadístico Nacional de Unidades Económicas (DENUE) de INEGI, el municipio de Autlán de Navarro cuenta con 3,530 unidades económicas al mes de mayo de 2024 y su distribución por sectores revela un predominio de establecimientos dedicados a Servicios, siendo estos el 45.95% del total en el municipio. Ocupa la posición 15 del total de empresas establecidas en el estado y el lugar número 1 en el ranking regional.

### Empleo
Para junio de 2024 el IMSS reportó un total de 10,209 trabajadores asegurados, lo que representó para el municipio de Autlán de Navarro una disminución anual de 849 trabajadores en comparación con el mismo mes de 2023, debido a la baja del registro de empleo formal de algunos de sus grupos económicos principalmente el de Agricultura. En función de los registros del IMSS el grupo económico que más empleos presentó dentro del municipio de Autlán de Navarro fue el de Agricultura, ya que en junio de 2024 registró un total de 3,125 trabajadores concentrando el 30.61% del total de asegurados en el municipio. El segundo grupo económico con más trabajadores asegurados fue el de Servicios de administración pública y seguridad social, que para junio de 2024 registró 1,130 trabajadores asegurados que representan el 11.07% del total de trabajadores asegurados a dicha fecha. Por tercer lugar tenemos fabricación de alimentos con el 7.83% de asegurados.

## Índice de desarrollo municipal (IDM)
Autlán de Navarro obtiene un desarrollo institucional Muy Alto con un IDM-I de 71.9

## Promedio mensual de carpetas de investigación
Durante el periodo de junio 2023 a mayo de 2024, se abrieron un total de 966 carpetas de investigación. El promedio de carpetas abiertas por mes en el municipio es de 80, con el fraude siendo el delito más investigado.

## Turismo
Localidad que se caracteriza por un turismo no netamente religioso, pero sí en su mayoría.
Arquitectura
- Palacio Municipal. Siglo XIX.
- Casa Universitaria. Data del siglo XIX (1875).
- Plaza de Toros "Alberto Balderas".

Parques acuáticos
- Albercas Parador de Capaya.
- Club deportivo la Grana.
- Albercas de la Mutualista.
- Balneario La Lima.
- Arroyos: Ahuacapán y Tecomatlán, al igual que un balneario natural en las orillas de Río Ayuquila en la localidad de El Corcovado.

Artesanías
- Elaboración de: Sillas de Montar, Muebles Típicos, y huaraches.

Iglesias
- Iglesia Cristiana Centro de Fe Autlán (Mercadito) Desde 1998 - Javier Mina 189 (317-381-12-41)
- Catedral de la Santísima Trinidad
- Parroquia de Santa Catarina. Data del año 1665.
- Iglesia de la Purísima Concepción. Construida en 1893.
- Parroquia del Divino Salvador. Construida en 1538.
- Parroquia de Santa María de Guadalupe (Las Montañas). Construida en 1533.
- Parroquia de San José de los Arquitos.
- Iglesia del Perpetuo Socorro.
- Iglesia del Sagrado Corazón (La Alameda).
- Parroquia de la Divina Providencia (Padre Albino).
- Parroquia del Señor de la Misericordia (Mercadito)
- Capilla del Cerrito.

Parques y reservas naturales
- Cerrito de Autlán.
- Reserva de la Biósfera Sierra del Manantlán (ANP).
- Sierra de Neverias.
- Sierra El Chante.

Áreas de entretenimiento
- Parque Alameda "Paulino Navarro Navarro".
- Jardín Hidalgo.
- Jardín Constitución.
- Plaza Carlos Santana.
- Zona de Recreación El Corcovado.
- Mezquitan Park.
- Plaza Cívica "Marcelino García Barragán".
- Bulevar Coajinque.

Servicios Hoteleros
La ciudad cuenta con un aproximado de 260 habitaciones, distribuidas en hoteles de diversas categorías. Existen habitaciones desde categoría económica, hasta la categoría 3 estrellas que cuenta con suites, alberca templada, A/A y restaurante bar. La temporada alta en Autlán se encuentra durante las fechas del Carnaval Taurino de Autlán de la Grana.
La ciudad cuenta también con un hotel con opción de Trailer Park y conexiones para servicios.
Museos
- Museo Regional de Ciencia y Tecnología
- Museo Regional de las Artes

## Educación
Autlán de Navarro cuenta con las siguientes instituciones de educación universitaria:
- Centro Universitario de la Costa Sur (U de G): Es uno de los ocho centros regionales que se encuentran fuera del área metropolitana de Guadalajara, perteneciente a la Red de la Universidad de Guadalajara. Este centro multidisciplinario alberga aproximadamente a 3,100 estudiantes de nivel licenciatura y posgrado, distribuidos en las dos sedes que funcionan actualmente, el CUCSur I y CUCSur II. En 2009 la Universidad adquirió otro terreno, donde se construirá CUCSur III, en él se pretende establecer las nuevas carreras, según un plan maestro que incluye aulas, un laboratorio biotecnológico, una biblioteca virtual y un museo, entre otros componentes.
- Universidad Pedagógica Nacional campus Autlán: Presta, desarrolla y orienta los servicios educativos de tipo superior encaminados a la formación, superación y actualización de profesionales de la educación.
- Universidad del Valle la Grana (UNIVAG)

## Festividades y eventos

### Carnaval taurino de Autlán de la Grana
En 1831 nace el Carnaval Taurino de Autlán de la Grana, cuando un Señor de apellido Mardueño solicita permiso al Ayuntamiento para la realización de 10 corridas de toros, concediéndose con la condición de que finalizarán un día antes del miércoles de ceniza.
El Carnaval de Autlán es realizado cada año en los 10 días previos al miércoles de ceniza. Atrae miles de turistas extranjeros y nacionales cada año. Una larga e importante avenida se vuelve el "callejón de la alegría" (antes callejón del vicio), donde las personas encontrarán puestos de variados platillos típicos, y sobre todo una gran variedad de bebidas. El último fin de semana, es invadido por muchas personas en todos los eventos presentados, siendo el lunes y martes de carnaval los mejores días, en los que se presentan importantes personalidades de la fiesta brava en la plaza de toros de primera categoría con capacidad para 6200 personas. Por las noches música en los diversos recintos de espectáculos.

### Macro Nacimiento Centro Histórico
Durante los meses de diciembre y enero se instala un gran árbol navideño y un nacimiento que se posa sobre el jardín Constitución de Autlán. El macro nacimiento navideño como ha sido nombrado de algunos años a la fecha ha llegado a albergar animales vivos para crear una ambientación llamativa y original. En su diseño y preparación colaboran empresarios locales, cámara de comerciantes, y el Ayuntamiento municipal; por un lado del macro nacimiento se instala un escenario y un gran árbol navideño. Las jardineras albergan un sinnúmero de personajes, fuentes, el típico nacimiento católico, animales, etc. Los portales y el arbolado del jardín del centro histórico se iluminan con miles de luces navideñas y accesorios decorativos.

### 'NOCHEZTLI' Festival de las Artes
En el marco del 470 aniversario de la fundación española de la ciudad de Autlán, con el apoyo de CONACULTA, la Cámara de Diputados y el Ayuntamiento local, se realizó el primer Festival de las Artes en Autlán titulado 'Nocheztli'. Tuvo como sede principal la Unidad Deportiva Chapultepec, y otros escenarios como la Catedral Metropolitana y la plaza cívica Gral. Marcelino García Barragán. Durante su edición 2013 contó con más de 100 mil asistentes a lo largo de su duración. Todos los eventos, presentaciones y conciertos son gratuitos.
- Escenario Principal: Se instaló un espectacular escenario en la cancha profesional de fútbol de la Unidad Deportiva Chapultepec en la calle Clemente Amaya, en donde se presentaron importantes artistas como Armando Manzanero, Tania Libertad, Lilia Downs, Fernando de la Mora, entre otros.
- Pabellón Tecnológico: Se trata de una estructura que se ubicó en la plaza cívica Gral. Marcelino García Barragán en donde se daban tours gratuitos a estudiantes y público en general sobre la historia de la ciudad.
- Catedral Metropolitana: Fue la sede de conciertos culturales en donde se presentaron artistas como Arts Antiqua, Joel Juan Qui, etc. Además, en su atrio se inauguró el festival con el Mariachi Vargas de Tecalitlán, y una proyección de mapping.
- Centro cultural José Atanasio Monrroy: Este ubicado en el Centro Universitario de la Costa Sur (CUCSur), se presentaron puestas en escena internacionales en el Aula Magna.

## Personas destacadas
- José Corona Araiza (1813-1879), benefactor
- Aniceto Villaseñor Vásquez (1827-1909), benefactor, progresista
- Agustín Mardueño Michel (1831-1917), industrial fundidor
- Abel E. Uribe Salazar (1852-?), benefactor y científico
- José María Casillas Aguirre (1859-1944), benefactor, historiador, poeta
- Clemente Amaya Radillo (1868-1921), músico, compositor
- María Mares Germán (1879-1969), profesor normalista
- Salvador M. Lima García (1884-1954), profesor normalista superior
- Casimiro Castillo Vigil (1885-1925), revolucionario, iniciador del agrarismo
- Daniel Benítez (1893-?), abogado y gobernador del estado de Jalisco en 1927
- Felipe Uribe Adame (1893-1963), humanista, inventor
- Flavio Fierro Serrano (1894-1944), humanista
- Jaime Llamas García (1897-1990), humanista, político
- J. Jesús Velázquez Gómez (1897-1982), benefactor, médico, cirujano y partero, orador
- Francisca García Mancilla (1895-1992), regidora, maestra, fundadora de la escuela que lleva su nombre
- Efraín González Luna (1898-1964), abogado, sociólogo, orador, escritor, político
- Rogaciano Arias, poeta
- Áurea Corona Corona (1906-1996), pianista, maestra de música
- Rafael Adame (1906-1963), chelista, guitarrista, compositor
- José Atanasio Monroy Rodríguez (1909-2001), pintor y muralista
- Juan Corona (1934-2019), Asesino
- Rubén Villaseñor Bordes (1914-2000), historiador, médico cirujano y partero, profesor
- Jaime Gómez Vázquez (1916-1995), músico y compositor
- Ernesto Medina Lima (1917-2007), cronista
- Antonio Alatorre (1922-2010), filólogo
- Agustín Corona Luna (1887-1965), abogado, guitarrista y compositor
- José de Jesús Gudiño Pelayo (1943-2010), jurista, ministro de la Suprema Corte de Justicia de la Nación
- Hermilio Hernández López (1931-2008), músico y compositor
- Nicolás Corona y Corona, obispo
- Carlos Santana (1947), benefactor, músico y compositor
- Fernando Huerta Gutiérrez (1993 - ), patrono de las huertas pitayeras.
- Guillermo Tovar Vázquez (1980-actualidad), Cronista y escritor
- David Ortega (1988 - ), Scort

## Hermanamientos
La ciudad de Autlan tiene Hermanamientos con 35 ciudades alrededor del mundo
- Mission, Estados Unidos (1976)[20]
- Camarillo, Estados Unidos.[21]
- El Grullo, México.[22]
- El Limón, México.[22]
- Pasadena, Estados Unidos.[23]
- Tenamaxtlán, México (2023)[24]